# 鲜花城市与村庄竞赛

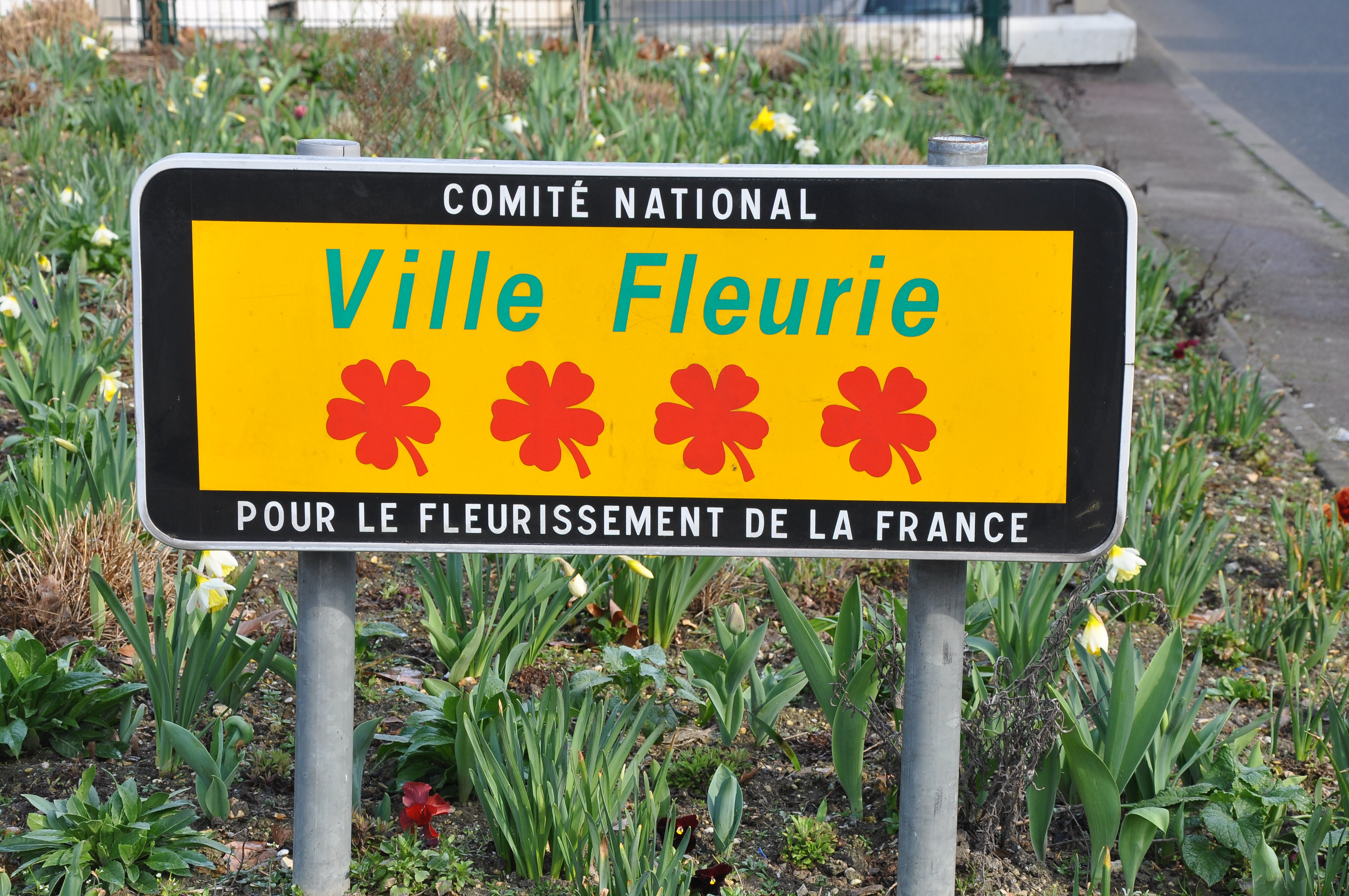
伊夫林省勒韦西内的路标（四花奖）

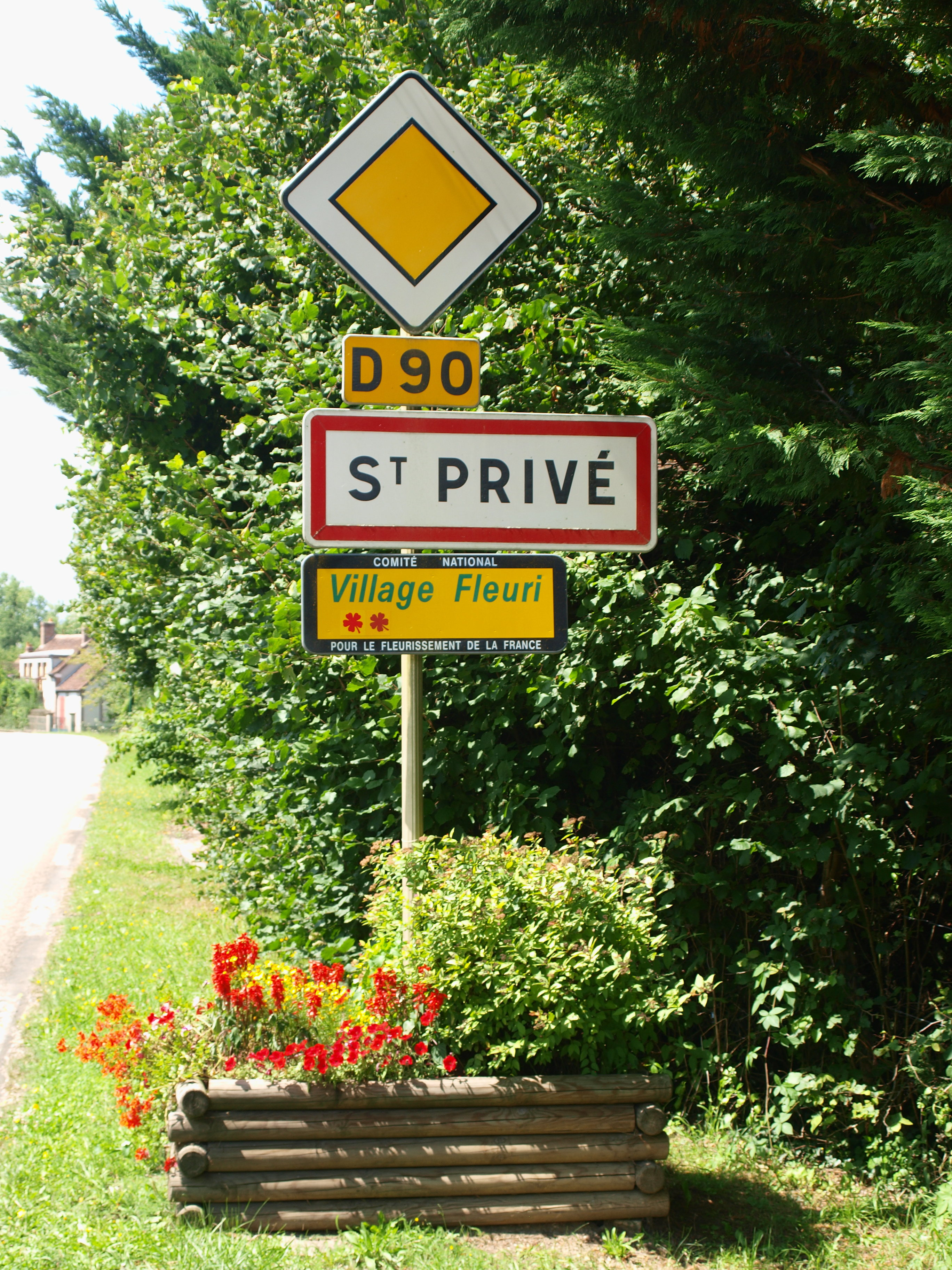
约讷省圣普里韦的路标（两花奖）

鲜花城市与村庄竞赛（法語：concours des villes et villages fleuris）是法国每年举办的一项竞赛，旨在鼓励各市镇通过提供和维护绿地与改善自然环境以提高居民的生活质量，增强对游客的吸引力。获奖的市镇可以在路标和地方宣传材料上展示花朵徽章（一至四朵花）。
该竞赛于1959年由法国政府创办，自1972年起由一个特别的国家委员会管理，法国所有的市镇均可免费参赛，且对获奖市镇的数量无任何限制，因此市镇之间不存在竞争。竞赛共有四种奖项：一花、二花、三花与四花奖，根据各市镇在生态工作中的努力程度进行颁发。截至2023年，有4500个市镇获奖，其中278个市镇被授予四花奖。金花奖（Fleur d'Or）是颁发给少数申请者的特别奖，每年颁发给数量有限的四花奖市镇，自2008年推出以来有约40个市镇获奖。

## 外部連結
- Website of the competition （页面存档备份，存于）（法文）